# Neukirchen, Zwickau
Neukirchen (cũng viết: Neukirchen/Pleiße) là một đô thị thuộc huyện Zwickau, bang Sachsen, nước Đức.